# Detachment - Il distacco
Detachment - Il distacco (Detachment), è un film del 2011 diretto da Tony Kaye.

## Trama
Henry Barthes è un insegnante supplente che viene chiamato per un incarico di un mese in una scuola superiore con molti studenti dagli scarsi risultati scolastici. Durante la sua prima lezione assiste a numerosi atti di ostilità, anche nei suoi confronti, tra cui un episodio di bullismo verso un'alunna, Meredith, per via dei suoi problemi di obesità.
Dopo scuola, Henry viene chiamato nella casa di cura dove è tenuto suo nonno affetto da demenza, che si è chiuso in bagno e non vuole uscire. Spesso egli crede che Henry sia in realtà sua figlia Patricia, la madre di Henry. Durante il viaggio verso casa, Henry vede una giovane prostituta, Erica, venir picchiata da un uomo che si rifiuta di pagarla. Erica prova a convincere Henry a fare sesso con lei, ma lui rifiuta.
Il giorno dopo Henry legge in classe ad alta voce i temi svolti in precedenza, tra cui uno anonimo, presumibilmente di Meredith, e si rende conto delle sue difficoltà dovute ai pensieri suicidi. Durante il viaggio verso casa, Henry incontra di nuovo Erica, che invita nel suo appartamento e le permette di rimanere lì qualche giorno, avvertendola però che non potrà restare lì per sempre.
A scuola un uomo tiene un discorso agli insegnanti, discutendo di come il basso livello della scuola stia facendo crollare i prezzi delle case nei paraggi, ricevendo l'indignazione degli insegnanti. Egli rivelerà inoltre alla preside Carol Dearden che presto verrà licenziata. Dopo il discorso Henry viene invitato da una collega, Sarah, a cenare insieme. Una volta tornato a casa trova Erica ancora sveglia e la tavola apparecchiata, con la cena che lei gli aveva preparato, iniziando a mostrare un interesse sentimentale per lui.
Henry viene chiamato nella casa di cura, dove Erica lo stava aspettando, perché il nonno si è aggravato. Il nonno è spaventato perché si crede responsabile dell'inquietudine di Henry e sente di non poterlo lasciare. Henry finge a quel punto di essere Patricia e gli dice che se vuole può lasciarsi andare e lo rassicura dicendogli che non aveva fatto nulla di male. Fuori dalla casa di cura, Erica gli domanda della mamma. Henry racconta di averla trovata morta per overdose quando aveva sette anni, insinuando che probabilmente in quegli anni il nonno avesse abusato sessualmente di lei, ma afferma di non essersi mai sentito in pericolo con nessuno dei due.
Il giorno dopo a scuola, Meredith mostra a Henry un'opera d'arte che ha realizzato per lui. Poi si apre sui suoi problemi ed Henry cerca di confortarla abbracciandola. Sarah li sorprende, facendo scappare Meredith e credendo che lui stesse abusando di lei. Henry perde il senno, turbato dal pensiero che lei potesse pensare che lui avesse fatto simili atti, venendo sopraffatto dai ricordi di sua mamma.
Qualche giorno dopo Henry viene informato della morte del nonno. Sentendosi sopraffatto da tutto ciò, informa Erica che non può più prendersi cura di lei, affidandola ai servizi sociali. Lei è sconvolta e lo implora di poter rimanere, dichiarandogli anche il suo amore, ma lui, a malincuore, non cambia idea.
A scuola, Meredith allestisce una bancarella di cupcake, decorati con glassa bianca e una faccina sorridente. Henry si avvicina per parlarle, cercando ancora di consolarla, ma lei sembra riluttante a parlargli. Decide di prendere poi un cupcake, notandone uno con glassa nera e una faccina triste. Chiede a Meredith di poterlo prendere, ma lei gli dice che non può darglielo per il suo bene. Poco dopo Meredith mangerà proprio quel cupcake, che aveva precedentemente avvelenato, togliendosi la vita.
Più tardi, Henry decide di andare a trovare Erica nella struttura di affidamento a cui era stata assegnata, lei gli corre incontro e lo abbraccia euforica.
Nel suo ultimo giorno di insegnamento, Henry legge alla classe La caduta della casa degli Usher di Edgar Allan Poe.

## Produzione
Le riprese si sono svolte a Long Island nella Mineola High School.

## Distribuzione
Il film è stato presentato in anteprima il 25 aprile 2011 al TriBeCa Film Festival ed è uscito nelle sale statunitensi il 16 marzo 2012. In Italia è stato distribuito da Officine UBU dal 22 giugno 2012.

## Colonna sonora
All'interno della colonna sonora del film è presente la canzone "Empty" del cantautore Ray LaMontagne.